# ريكي ديلارد
ريكي ديلارد (بالإنجليزية: Ricky Dillard)‏ هو كاتب أغاني أمريكي، ولد في 25 فبراير 1965 في شيكاغو في الولايات المتحدة.